# Іхенгаузен
Іхенгаузен (нім. Ichenhausen) — місто в Німеччині, знаходиться в землі Баварія. Підпорядковується адміністративному округу Швабія. Входить до складу району Гюнцбург. Центр об'єднання громад Іхенгаузен.
Площа — 34,22 км2. Населення становить 9174 ос. (станом на 31 грудня 2020).

## Галерея

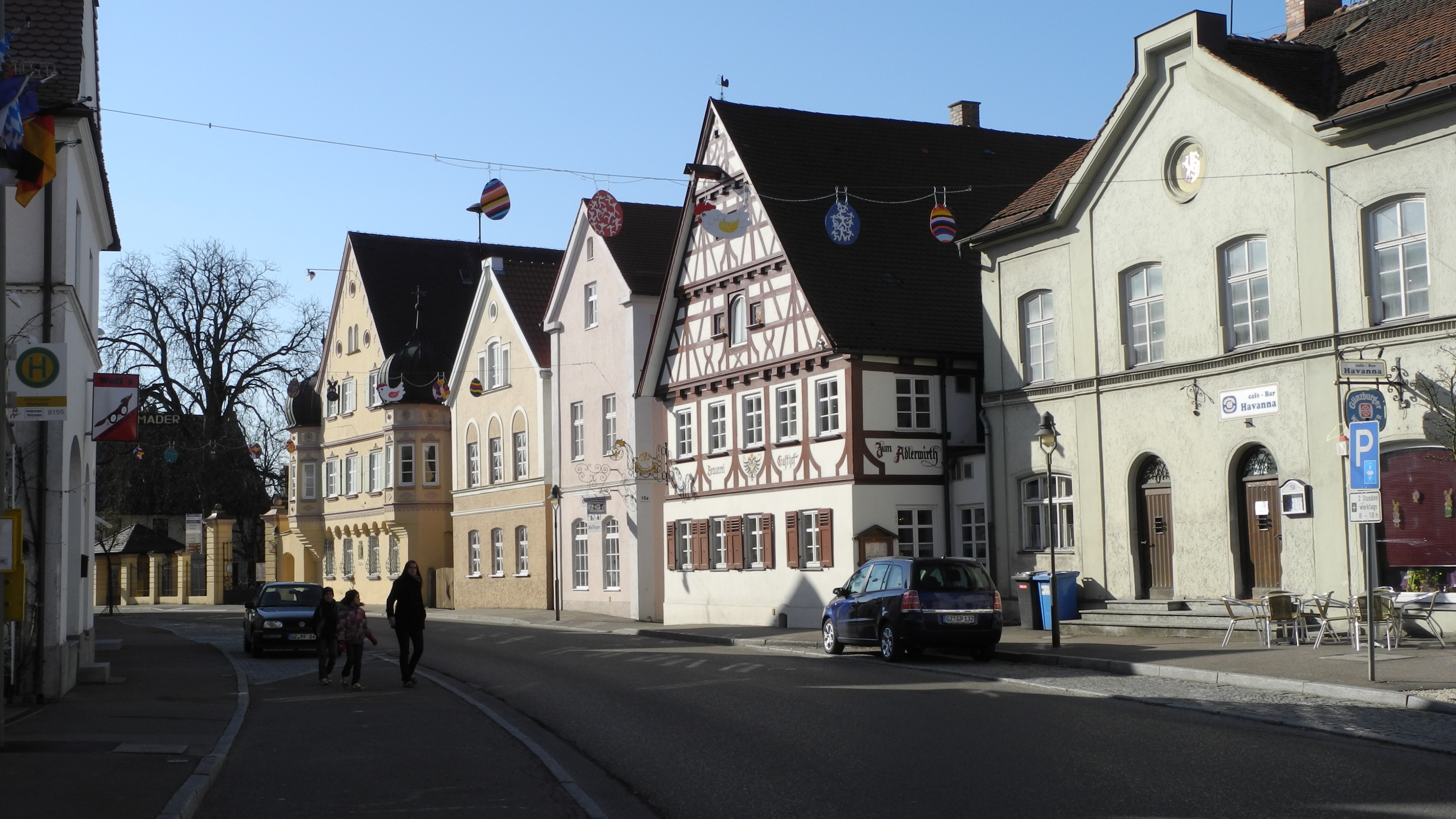
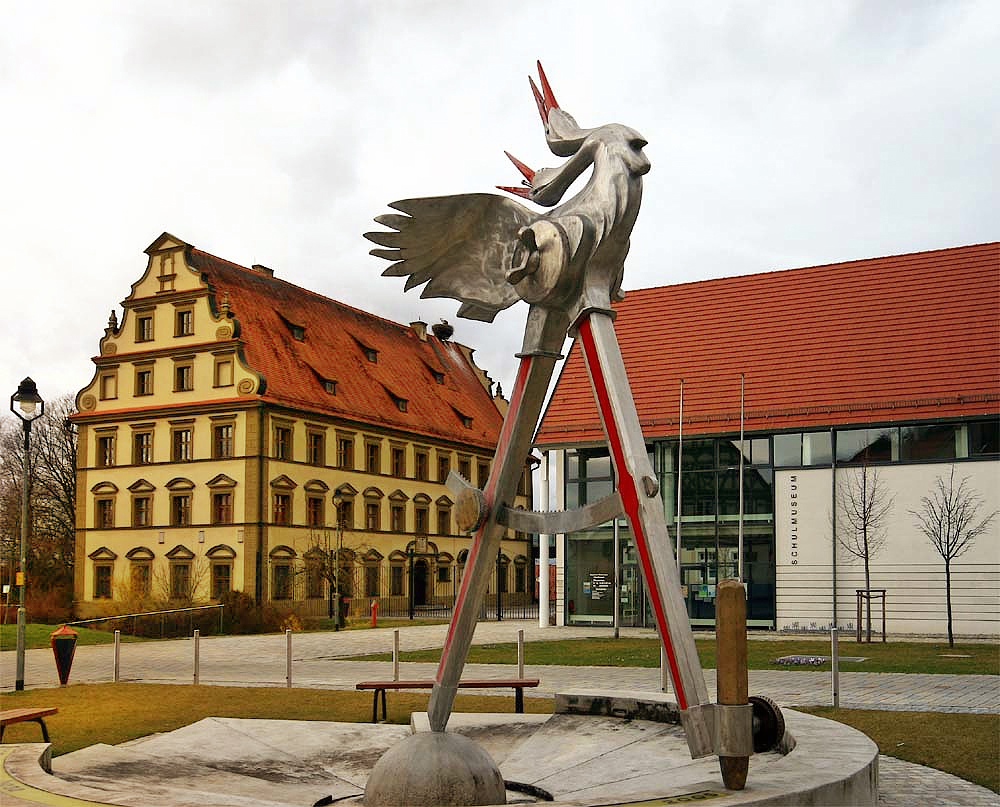